# Persea major
Persea major là loài thực vật có hoa trong họ Nguyệt quế. Loài này được (Meisn.) L.E.Kopp miêu tả khoa học đầu tiên năm 1966.